# 寶怡
寶怡（英語：Po Yee，代號Q11）是香港西貢區議會下轄的選區，2011年設立，2015年採用現名，2023年取消，末任區議員為區政聯盟成員謝正楓。

## 範圍
選區位於將軍澳市中心，包括寶盈花園及怡明邨，名稱亦從兩地取出首字而成，與其相連的選區有軍寶、富君、澳唐與及維景，投票站設於播道書院。

## 沿革
1999年區議會選舉，寶盈花園及怡明邨位置為有待發展的填海地帶，當時劃入富康花園所屬的安康選區範圍。2003年區議會選舉，有關地點劃入當時稱為寶康的選區，範圍由原屬安康選區富康花園加入寶盈花園而成，不過兩者有一段距離，中間是尚待落成的將軍澳廣場和君傲灣。當時人口估算約18,454人，選舉由自由黨吳雪山對上獨立民主派陸平才，最後由陸平才以接近七成得票勝出。
2007年區議會選舉，將軍澳廣場、君傲灣陸續落成，寶康選區改名為富軍選區，而寶盈花園改為與清水灣半島合為一個選區，當中包括環保大道沿線，選區亦沿用上屆選舉環保選區名字，陸平才轉到富軍選區參選，而公民黨派出擔任藍田興田區議員多年的黃華舜轉區參選，而吳雪山加入左派背景的將軍澳住區聯會爭奪環保選區議席，結果黃華舜以五百多票之差敗予服務本區多年對手吳雪山。
因應日出康城第一期發展，人口開始增多，環保選區改以清水灣半島及日出康城為主，而寶盈花園連同將軍澳廣場劃為寶軍選區，吳雪山亦打正香港工會聯合會名義活動，並參選2011年區議會選舉。當時寶軍選區人口估算約17,278人，其中有8,615位選民，投票站設於將軍澳循道衛理小學，議席由工聯會吳雪山、曾為民主黨當區社區主任，報稱為民主派的余漢倫和在余漢倫離開民主黨後，接任的謝正楓爭奪，最終吳雪山以1,623票擊敗取得1,148票的謝正楓和934票的余漢倫勝出，而兩名民主派候選人加起來就可以令吳雪山落馬。
2015年區議會選舉，毗鄰寶康花園的怡明邨於期內入伙，寶軍選區劃出將軍澳廣場到新劃的軍寶選區後，改名為寶怡選區，工聯會吳雪山爭取連任，對手仍然是再次參選的謝正楓，當中謝加入將軍澳民生關注組，以便與鄰近選區的民主派成員合作，結果謝正楓以2,361票擊敗取得1,838票的吳雪山當選。2018年因民主黨將軍澳民生關注組就將軍澳都善選區爭議，屬前綫系的謝於2018年12月退黨，2019年5月有關成員組合為區政聯盟，謝亦有加入。
2019年區議會選舉，謝正楓競逐連任，連續兩屆競逐失敗的工聯會改派朱琳參選，同時區內智庫組織專業動力派出黃向賢參選，希望擴闊該組織於將軍澳南的版圖，最終謝氏奪得逾四千票成功連任。2021年7月，謝氏因應政府計劃追討協助民主派初選區議員的酬金津貼傳聞所帶動的區議員辭職潮中，辭去區議員職務。

## 歷屆議員
| 屆別                  | 選區 | 議員   | 政治聯繫 | 政治聯繫                  |
| --------------------- | ---- | ------ | -------- | ------------------------- |
| 2008年－2011年        | 環保 | 吳雪山 |          | 工聯會                    |
| 2012年－2015年        | 寶軍 | 吳雪山 |          | 工聯會                    |
| 2016年－2019年        | 君寶 | 謝正楓 |          | 民主黨 → 將軍澳民生關注組 |
| 2020年－2021年7月12日 | 寶怡 | 謝正楓 |          | 將軍澳民生關注組          |
| 2021年7月13日－2023年 | 寶怡 | 懸空   | 懸空     | 懸空                      |

## 歷屆選舉結果
| 政党   | 政党             | 候选人    | 票数  | %     | ±      |
| ------ | ---------------- | --------- | ----- | ----- | ------ |
|        | 香港工會聯合會   | ①. 朱琳   | 2,480 | 36.17 | 不適用 |
|        | 將軍澳民生關注組 | ②. 謝正楓 | 4,121 | 60.11 | +3.88  |
|        | 專業動力         | ③. 黃向賢 | 255   | 3.72  | 不適用 |
| 多数票 | 多数票           | 多数票    | 1,641 | 23.94 | +11.48 |

| 政党   | 政党           | 候选人    | 票数  | %     | ±     |
| ------ | -------------- | --------- | ----- | ----- | ----- |
|        | 民主黨         | ①. 謝正楓 | 2,361 | 56.23 | 25.24 |
|        | 香港工會聯合會 | ②. 吳雪山 | 1,838 | 43.77 | -0.04 |
| 多数票 | 多数票         | 多数票    | 523   | 12.46 | -0.3  |

| 政党   | 政党           | 候选人    | 票数  | %     | ±      |
| ------ | -------------- | --------- | ----- | ----- | ------ |
|        | 香港工會聯合會 | ①. 吳雪山 | 1,623 | 43.81 | -14.1‬0 |
|        | 獨立民主派     | ②. 余漢倫 | 934   | 25.24 | 不適用 |
|        | 民主黨         | ③. 謝正楓 | 1,148 | 30.99 | 不適用 |
| 多数票 | 多数票         | 多数票    | 475   | 12.82 | 不適用 |

| 政党   | 政党         | 候选人    | 票数  | %     | ±      |
| ------ | ------------ | --------- | ----- | ----- | ------ |
|        | 公民黨       | ①. 黃華舜 | 1,397 | 42.09 | 不適用 |
|        | 新界社團聯會 | ②. 吳雪山 | 1,922 | 57.91 | 不適用 |
| 多数票 | 多数票       | 多数票    | 525   | 15.82 | 不適用 |